# Моторне (транспортне) страхове бюро України
Моторне (транспортне) страхове бюро України (МТСБУ) — єдине об'єднання страховиків, які здійснюють обов'язкове страхування цивільно-правової відповідальності власників наземних транспортних засобів за шкоду, заподіяну третім особам (ОСЦПВВНТЗ). Участь страховиків у МТСБУ є умовою здійснення діяльності щодо обов'язкового страхування цивільно-правової відповідальності власників наземних транспортних засобів.

## Загальна інформація
МТСБУ — непідприємницька організація, яка здійснює свою діяльність відповідно до Закону України «Про обов'язкове страхування цивільно-правової відповідальності власників наземних транспортних засобів», законодавства України та свого Статуту. 
Метою діяльності МТСБУ є: 
- виконання гарантійних функцій стосовно відшкодування шкоди, завданої третім особам при експлуатації наземних транспортних засобів, відповідно до чинного законодавства України та угод, укладених Бюро з уповноваженими організаціями інших країн зі страхування ОСЦПВВНТЗ;
- взаємне врегулювання питань стосовно відшкодування збитків та забезпечення виплати страхового відшкодування третім особам;
- координація роботи страховиків - його членів у сфері ОСЦПВВНТЗ за шкоду, заподіяну третім особам внаслідок дорожньо-транспортної пригоди, як на території України, так і за її межами;
- захист інтересів членів МТСБУ.

МТСБУ засноване у 1994 році, є Членом Ради Бюро Міжнародної системи автострахування «Зелена картка» з 1997 року та Членом Управлінського комітету Ради Бюро Міжнародної системи автострахування «Зелена карта».
МТСБУ, як українське національне Бюро «Зеленої карти», є гарантом відшкодування шкоди:
- заподіяної на території України водіями транспортних засобів, страхування цивільно-правової відповідальності яких підтверджене іноземними страховими сертифікатами «зелена картка»;
- заподіяної на території інших країн–членів міжнародної системи автострахування «Зелена карта» водіями транспортних засобів, зареєстрованих в Україні, страхування цивільно-правової відповідальності яких підтверджене українськими страховими сертифікатами «зелена картка».

## Регламентні виплати МТСБУ за шкоду, спричинену внаслідок ДТП на території України
МТСБУ на умовах, визначених Законом України «Про обов'язкове страхування цивільно-правової відповідальності власників наземних транспортних засобів», відшкодовує шкоду, спричинену внаслідок ДТП на території України, у разі її заподіяння: 
- транспортним засобом, власник якого не застрахував свою цивільно-правову відповідальність, крім шкоди, заподіяної незабезпеченому транспортному засобу та майну, яке знаходилося в ньому;
- невстановленим транспортним засобом, крім шкоди, яка заподіяна майну та навколишньому природному середовищу;
- транспортним засобом, який вийшов з володіння власника не з його вини, а у результаті протиправних дій іншої особи;
- особами, які звільнені від обов'язкового страхування цивільно-правової відповідальності на території України (учасники бойових дій та інваліди війни, що визначені законом, інваліди I групи, які особисто керують належними їм транспортними засобами, а також особи, що керують транспортним засобом, належним інваліду I групи, у його присутності,);
- у разі недостатності коштів та майна страховика - учасника МТСБУ, що визнаний банкрутом та/або ліквідований, для виконання його зобов'язань за договором обов'язкового страхування цивільно-правової відповідальності;
- у разі надання страхувальником або особою, відповідальність якої застрахована, свого транспортного засобу працівникам міліції та медичним працівникам закладів охорони здоров'я згідно з чинним законодавством;
- транспортним засобом, зареєстрованим в іншій країні, щодо якого був виданий іноземний страховий сертифікат "зелена картка", що діяв на день дорожньо-транспортної пригоди на території України. Така регламентна виплата здійснюється на умовах та в обсягах, встановлених законодавством про обов'язкове страхування цивільно-правової відповідальності власників наземних транспортних засобів та принципами взаємного врегулювання шкоди на території країн - членів міжнародної системи автомобільного страхування "Зелена карта";

Дії при ДТП: посилання.

## Міжнародна система автомобільного страхування «Зелена картка»
Міжнародна система автомобільного страхування «Зелена картка» (далі – Міжнародна система) заснована у 1949 році на підставі Рекомендації робочої групи з автомобільного транспорту Комітету по внутрішньому транспорту Європейської економічної комісії ООН, в якій урядам було запропоновано звернутися до страховиків, що здійснюють страхування ризиків цивільно-правової відповідальності власників транспортних засобів, укласти угоди для створення єдиних та дієвих умов страхування при транскордонному русі транспортних засобів.
Зелена картка –  страховий сертифікат єдиної форми, що застосовується в країнах — членах міжнародної системи автомобільного страхування «Зелена картка», які зазначені і не викреслені у такому сертифікаті.

## Історія виникнення та діяльності МТСБУ
Ідея побудови в Україні європейської моделі захисту майнових інтересів учасників дорожнього руху вперше пролунала з вуст страховиків, що опікувались питаннями розвитку вітчизняного страхування та підвищення міжнародного іміджу нашої держави, у 1993 році.
Проте для її запровадження перш за все необхідно було забезпечити членство України в Міжнародній системі автострахування «Зелена карта». Визначальним кроком для отримання членства у цій Міжнародній системі і було створення Моторного (транспортного) страхового бюро України (МТСБУ), аналоги якого існують в кожній країні, що входить до Міжнародної системи автострахування «Зелена карта».
Моторне (транспортне) страхове бюро було створене на виконання Декрету Кабінету Міністрів України “Про страхування” від 10 травня 1993 року №47-93 та відповідно до Установчої угоди від 10 березня 1994 року про створення МТСБУ, підписаної страховиками, яким дозволено займатися страхуванням відповідальності власників транспортних засобів за шкоду, заподіяну третім особам, та за умовами, передбаченими міжнародними договорами України щодо вказаного виду страхування.
17 березня 1994 року відбулися перші Установчі збори 17-ти страховиків України, на яких було обрано Президента та Віце-Президента МТСБУ. Засновниками Бюро стали, зокрема, «Галінстрах», «Гарант-АВТО», «Оранта», «АСКА», «Омета-інстер», «Остра-Київ», «Саламандра», «Скайд», а першим Президентом - Ігор Гавриленко. Цей день вважається датою створення Моторного (транспортного) страхового бюро України.
МТСБУ об'єднало зусилля страховиків для розвитку в Україні ринку страхування автоцивільної відповідальності, а також прийняло на себе головне завдання в рамках Міжнародної системи автострахування «Зелена карта», яке полягає у забезпеченні гарантії:
- своєму уряду про те, що іноземний страховик буде дотримуватися чинного законодавства країни та сплатить компенсацію постраждалим у ДТП у межах встановленого законом ліміту.
- Бюро інших країн-членів Міжнародної системи автострахування «Зелена карта» щодо виконання зобов'язань страховиком, який застрахував цивільну відповідальність водія, що спричинив ДТП на території їх країни.

Реалізація наступного етапу побудови в Україні європейської моделі захисту учасників дорожнього руху – введення обов'язкового страхування цивільно-правової відповідальності автовласників в Україні – здійснювалася колективом МТСБУ. Було забезпечено підготовку першого проєкту закону, який регулював би цей обов'язковий вид страхування. Але законопроєкт прийнятий не був. Автоцивільну відповідальність як обов'язковий вид страхування було введено в Україні лише з 1 січня 1997 року Постановою Кабінету Міністрів України «Про порядок і умови проведення обов'язкового страхування цивільної відповідальності власників транспортних засобів» №1175 від 28.09.96.
У 1997 році наша країна стала членом Міжнародної системи автострахування «Зелена карта». Вступ до Міжнародної системи дозволив Україні заявити про вітчизняний страховий ринок як майбутнього потужного гравця на світовому фінансовому ринку, продемонструвати світу наявність в країні цивілізованих механізмів забезпечення соціальних гарантій всім учасникам дорожнього руху та її можливості забезпечити такі гарантії постраждалим з вини українських водіїв у ДТП, що сталися за її межами.
Згодом для виведення ринку страхування автоцивільної відповідальності в Україні на новий рівень розвитку вирішили за доцільне регулювати даний вид страхування окремим законом, який було прийнято 1 липня 2004 року. Закон України «Про обов'язкове страхування цивільно-правової відповідальності власників наземних транспортних засобів» набув чинності 1 січня 2005 року. 
Сьогодні діяльність МТСБУ спрямована на реформування ринку автоцивільної відповідальності, гармонізацію нормативно-правових засад провадження цього виду страхування з нормами Євросоюзу, розширення форм та напрямів співробітництва з країнами-членами міжнародної системи автострахування «Зелена карта» та підвищення якості страхових послуг.

## Органи управління та контролю МТСБУ
Органами управління МТСБУ є Загальні збори членів МТСБУ, Загальні збори повних членів МТСБУ, Президія та Дирекція.
Органами контролю МТСБУ є Координаційна рада та ревізійна комісія МТСБУ.
Загальні збори членів МТСБУ складаються з усіх страховиків - асоційованих і повних членів МТСБУ та є вищим органом МТСБУ. 
Загальні збори повних членів складаються з усіх страховиків - повних членів МТСБУ Загальні збори повних членів МТСБУ є органом управління МТСБУ, що вирішує питання щодо діяльності МТСБУ як члена міжнародної системи автомобільного страхування "Зелена картка", в тому числі, питання встановлення порядку укладання та виконання договорів міжнародного страхування та забезпечення платоспроможності МТСБУ. 
Президія здійснює загальне керівництво діяльністю МТСБУ. Президія складається з Президента МТСБУ, представників семи страховиків - членів МТСБУ, що є членами Президії, і двох страховиків - членів МТСБУ, що є кандидатами у члени Президії. Такі страховики обираються строком на один рік з правом переобрання на наступні строки. Від одного страховика - члена МТСБУ може бути обраний лише один член Президії.
Координаційна рада є органом, що здійснює нагляд та контроль за діяльністю МТСБУ. 
Ревізійна комісія – орган, що здійснює контроль за фінансово-господарською діяльністю МТСБУ. 
Дирекція МТСБУ – орган управління МТСБУ, що здійснює оперативне керівництво діяльністю МТСБУ, що пов'язана з його виконанням основних завдань, відповідно до законодавства та внутрішніх документів МТСБУ. Дирекція МСТБУ підзвітна та виконує рішення Загальних зборів членів МТСБУ, Президії та Координаційної ради МТСБУ.
Дирекція МТСБУ складається з Генерального директора, заступника Генерального директора з питань здійснення обов'язкового страхування в Україні та заступника Генерального директора - Директора з питань зовнішніх зв'язків. Її очолює Генеральний директор.

## Стратегічні напрями роботи Дирекції МТСБУ
Стратегічні напрями роботи Дирекції МТСБУ спрямовані на забезпечення розвитку ОСЦПВВНТЗ:
- гармонізація нормативно-правових засад провадження ОСЦПВВНТЗ в Україні з нормами Євросоюзу;
- продукування добросовісної конкуренції, недопущення порушення конкурентного законодавства на ринку автоцивільної відповідальності;
- поширення використання Єдиної централізованої бази даних МТСБУ, зокрема для контролю наявності страхового забезпечення транспортного засобу;
- впровадження єдиних стандартів врегулювання страхових випадків;
- створення ефективної системи протидії шахрайству на ринку ОСЦПВВНТЗ;
- запровадження єдиної системи реєстрації страхових агентів;
- розширення форм та напрямів співробітництва з країнами-членами міжнародної системи автострахування «Зелена картка».

Конструктивний діалог та плідна співпраця Дирекції МТСБУ зі страховиками-членами МТСБУ та органами законодавчої та виконавчої державної влади є визначальними чинниками реалізації цього виду обов'язкового страхування як надійного інструменту соціального захисту громадян та невід'ємного елементу безпеки дорожнього руху.

## Члени МТСБУ
Страховики можуть входити до складу МТСБУ як асоційовані та повні члени.
Тільки повним членам МТСБУ надається право укладення договорів міжнародного страхування.
Актуальний перелік страховиків - членів МТСБУ, повних членів та страховиків, що вибули з МТСБУ, розміщено на офіційному сайті МТСБУ.